# Koryū
Koryū (古流?) è una parola giapponese che si traduce in "antica scuola" o "antica tradizione" soprattutto nel contesto delle arti tradizionali giapponesi (arti marziali, artigianato) che risalgono a prima della modernizzazione (Meiji).

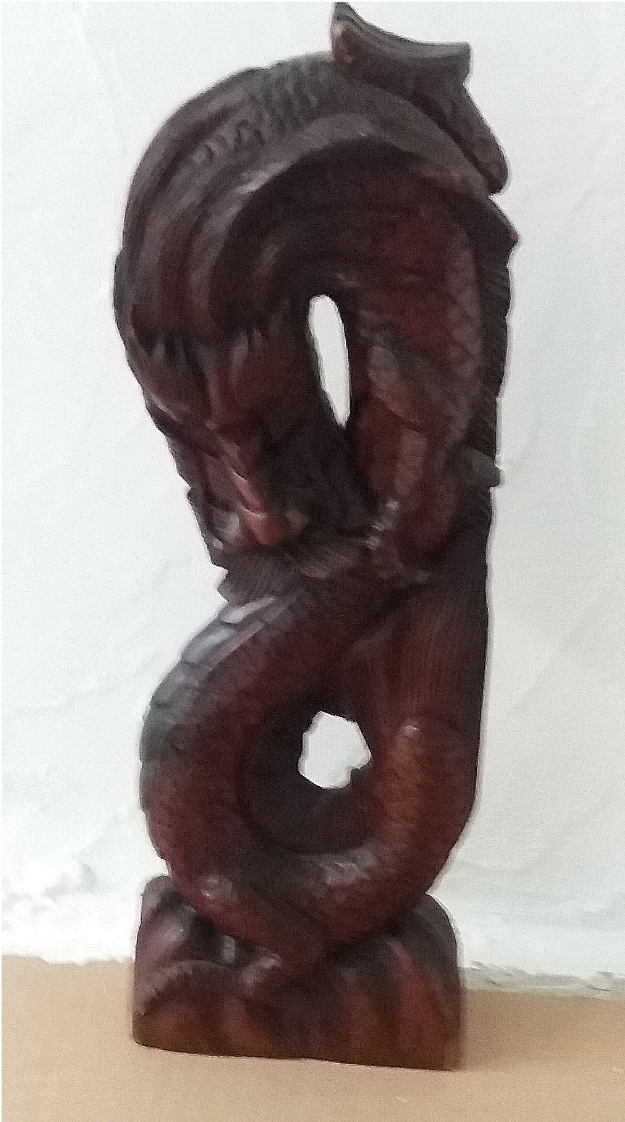
Koryû.

In particolare le espressioni Koryū Bujutsu e Kobudō (古武道?), da non confondere con il Kobudō di Okinawa, si usano per definire tutte quelle scuole di arti marziali la cui fondazione è precedente alla restaurazione Meiji (dall'imperatore omonimo 1868-1912) che vide la nascita del moderno Budō (jūdō, aikidō, kendō, iaidō, ecc.)
Ogni Koryū aveva le sue peculiarità (ryūgi) fortemente legate ai clan samurai del feudalesimo giapponese.
Quasi tutti prevedevano lo studio sia di tecniche armate e sia di tecniche a mani nude.
Tra i Koryu (stimati in oltre 800) i più importanti furono:
- Araki-ryu kogusoku
- Asayama Ichiden-ryu heiho
- Daito-ryu aikijujutsu
- Higo Ko-ryu naginatajutsu
- Higo Sekiguchi Ryu battojutsu
- Hokushin Itto-ryu kenjutsu
- Hontai Yoshin-ryu jujutsu
- Hozoin-ryu Takada-ha sojutsu
- Hyōhō Niten Ichi-ryū kenjutsu
- Isshin-ryu kusarigamajutsu
- Kage-ryu battojutsu
- Kashima Shinden Jikishinkage ryu kenjutsu
- Kashima Shinryu kenjutsu
- Kashima Shinto-ryu kenjutsu
- Katayama Hoki-ryu iaijutsu
- Kogen Itto-ryu kenjutsu
- Kurama-ryu kenjutsu
- Maniwa Nen-ryu kenjutsu
- Mizoguchi-ha Itto-ryu kenjutsu
- Mugai-ryu iaijutsu
- Muso Jikiden Eishin-ryu iaijutsu
- Muso Shinden-ryu iaijutsu
- Ono-ha Itto-ryu kenjutsu
- Owari Kan-ryu sojutsu
- Sekiguchi Shinshin-ryu jujutsu
- Shingyoto-ryu kenjutsu
- Shinmuso Hayashizaki-ryu battojutsu
- Shinto Muso-ryu jojutsu
- Shojitsu Kenri Kataichi-ryu battojutsu
- Sosuishitsu-ryu jujutsu
- Suio-ryu kenjutsu
- Takenouchi-ryu jujutsu
- Tamiya-ryu iaijutsu
- Tatsumi-ryu heiho
- Tendo-ryu naginatajutsu
- Tenjin Myoshin-ryu jujutsu/chonin yawara
- Tenjin Shinyo-ryu jujutsu
- Tennen Rishin Ryū kenjutsu
- Tenshin Shoden Katori shinto ryu heiho
- Toda-ha Buko-ryu naginatajutsu
- Toyama-ryu battojutsu
- Uchida-ryu tanjojutsu
- Yagyu Seigo-ryu battojutsu
- Yagyu Shingan-ryu taijutsu
- Yagyu Shinkage-ryu hyoho
- Yoshin-ryu naginatajutsu